# Weston Lakes (Texas)
Weston Lakes es una ciudad situada en el condado de Fort Bend, Texas, Estados Unidos. Tiene una población estimada, a mediados de 2023, de 4338 habitantes.

## Geografía
La localidad está ubicada en las coordenadas 29°39′26″N 95°55′52″O / 29.65722, -95.93111. Según la Oficina del Censo, tiene una superficie total de 7.10 km², de los cuales 6.87 km² corresponden a tierra firme y 0.23 km² están cubiertos de agua.

## Demografía
Según el censo de 2020, en ese momento la localidad tenía una población de 3853 habitantes. La densidad de población era de 560.84 hab./km².
| Raza                   | Núm. | Porc.   |
| ---------------------- | ---- | ------- |
| Blancos                | 3154 | 81.86%  |
| Afroamericanos         | 157  | 4.07%   |
| Amerindios             | 11   | 0.29%   |
| Asiáticos              | 93   | 2.41%   |
| Isleños del Pacífico   | 1    | 0.03%   |
| De otras razas         | 49   | 1.27%   |
| De una mezcla de razas | 388  | 10.07%  |
| Total                  | 3853 | 100.00% |

Del total de la población, el 9.45% eran hispanos o latinos de cualquier raza.